# Campeonato Europeu de Patinação Artística no Gelo de 1977
O Campeonato Europeu de Patinação Artística no Gelo de 1977 foi a sexagésima nona edição do Campeonato Europeu de Patinação Artística no Gelo, um evento anual de patinação artística no gelo organizado pela União Internacional de Patinação (em inglês:  International Skating Union) onde os patinadores artísticos competem pelo título de campeão europeu. A competição foi disputada na cidade de Helsinque, Finlândia.

## Eventos
- Individual masculino
- Individual feminino
- Duplas
- Dança no gelo

## Medalhistas
| Evento                        | Ouro                                                | Prata                                                | Bronze                                                  |
| Individual masculino detalhes | Jan Hoffmann · Alemanha Oriental                    | Vladimir Kovalev · União Soviética                   | Robin Cousins · Reino Unido                             |
| Individual feminino detalhes  | Anett Pötzsch · Alemanha Oriental                   | Dagmar Lurz · Alemanha Ocidental                     | Susanna Driano · Itália                                 |
| Duplas detalhes               | Irina Rodnina · Alexander Zaitsev · União Soviética | Irina Vorobieva · Alexander Vlasov · União Soviética | Marina Cherkasova · Sergei Shakhrai · União Soviética   |
| Dança no gelo detalhes        | Irina Moiseeva · Andrei Minenkov · União Soviética  | Krisztina Regőczy · András Sallay · Hungria          | Natalia Linichuk · Gennadi Karponosov · União Soviética |

## Resultados

### Individual masculino
| Pos.              | Nome                 | Nacionalidade      |
| ----------------- | -------------------- | ------------------ |
| Medalha de ouro   | Jan Hoffmann         | Alemanha Oriental  |
| Medalha de prata  | Vladimir Kovalev     | União Soviética    |
| Medalha de bronze | Robin Cousins        | Reino Unido        |
| 4                 | Yuri Ovchinnikov     | União Soviética    |
| 5                 | Pekka Leskinen       | Finlândia          |
| 6                 | Konstantin Kokora    | União Soviética    |
| 7                 | Ronald Koppelent     | Áustria            |
| 8                 | Mario Liebers        | Alemanha Oriental  |
| 9                 | Miroslav Soska       | Tchecoslováquia    |
| 10                | Kurt Kürzinger       | Alemanha Ocidental |
| 11                | Gerhard Hubmann      | Áustria            |
| 12                | Grzegorz Głowania    | Polônia            |
| 13                | Glyn Jones           | Reino Unido        |
| 14                | Thomas Öberg         | Suécia             |
| 15                | Matijaz Krusec       | Iugoslávia         |
| WD                | Christophe Boyadjian | França             |

### Individual feminino
| Pos.             | Nome                      | Nacionalidade      |
| ---------------- | ------------------------- | ------------------ |
| Medalha de ouro  | Anett Pötzsch             | Alemanha Oriental  |
| Medalha de prata | Dagmar Lurz               | Alemanha Ocidental |
|                  | Susanna Driano            | Itália             |
| 4                | Marion Weber              | Alemanha Oriental  |
| 5                | Elena Vodorezova          | União Soviética    |
| 6                | Denise Biellmann          | Suíça              |
| 7                | Kristiina Wegelius        | Finlândia          |
| 8                | Claudia Kristofics-Binder | Áustria            |
| 9                | Karin Enke                | Alemanha Oriental  |
| 10               | Danielle Rieder           | Suíça              |
| 11               | Zhanna Ilina              | União Soviética    |
| 12               | Deborah Cottrill          | Reino Unido        |
| 13               | Karena Richardson         | Reino Unido        |
| 14               | Gerti Schanderl           | Alemanha Ocidental |
| 15               | Grażyna Dudek             | Polônia            |
| 16               | Sanda Dubravčić           | Iugoslávia         |
| 17               | Eva Durisinova            | Tchecoslováquia    |
| 18               | Franca Bianconi           | Itália             |
| 19               | Lotta Crispin             | Suécia             |
| 20               | Anne-Marie Verlaan        | Países Baixos      |
| 21               | Doina Mitricica           | Romênia            |
| 22               | Anne-Sophie de Kristoffy  | França             |
| 23               | Katja Seretti             | Itália             |
| 24               | Bente Larsen              | Noruega            |
| 25               | Gloria Mas                | Espanha            |

### Duplas
| Pos.              | Nome                                 | Nacionalidade      |
| ----------------- | ------------------------------------ | ------------------ |
| Medalha de ouro   | Irina Rodnina / Alexander Zaitsev    | União Soviética    |
| Medalha de prata  | Irina Vorobieva / Alexander Vlasov   | União Soviética    |
| Medalha de bronze | Marina Cherkasova / Sergei Shakhrai  | União Soviética    |
| 4                 | Manuela Mager / Uwe Bewersdorf       | Alemanha Oriental  |
| 5                 | Sabine Baeß / Tassilo Thierbach      | Alemanha Oriental  |
| 6                 | Ingrid Spieglova / Alan Spiegel      | Tchecoslováquia    |
| 7                 | Elżbieta Łuczyńska / Marek Chrolenko | Polônia            |
| 8                 | Susanne Scheibe / Andreas Nischwitz  | Alemanha Ocidental |
| 9                 | Sabine Fuchs / Xavier Videau         | França             |
| 10                | Gabriele Beck / Jochen Stahl         | Alemanha Ocidental |
| 11                | Chantal Zürcher / Paul Huber         | Suíça              |

### Dança no gelo
| Pos.              | Nome                                  | Nacionalidade   |
| ----------------- | ------------------------------------- | --------------- |
| Medalha de ouro   | Irina Moiseeva / Andrei Minenkov      | União Soviética |
| Medalha de prata  | Krisztina Regőczy / András Sallay     | Hungria         |
| Medalha de bronze | Natalia Linichuk / Gennadi Karponosov | União Soviética |
| 4                 | Janet Thompson / Warren Maxwell       | Reino Unido     |
| 5                 | Marina Zoueva / Andrei Vitman         | União Soviética |
| 6                 | Kay Barsdell / Kenneth Foster         | Reino Unido     |
| 7                 | Liliana Rehakova / Stanislav Drastich | Tchecoslováquia |
| 8                 | Susi Handschmann / Peter Handschmann  | Suíça           |
| 9                 | Isabella Rizzi / Luigi Freroni        | Itália          |
| 10                | Halina Gordon / Tadeusz Góra          | Polônia         |
| 11                | Anna Pisanska / Jiří Musil            | Tchecoslováquia |
| 12                | Stefania Bertele / Walter Cecconi     | Itália          |
| 13                | Elżbieta Wegrzyk / Andrzej Alberciak  | Polônia         |
| 14                | Muriel Boucher / Yves Malatier        | França          |

## Quadro de medalhas
| Ordem | País               | Medalha de ouro | Medalha de prata | Medalha de bronze |    | Ordem por total |
| ----- | ------------------ | --------------- | ---------------- | ----------------- | -- | --------------- |
| 1     | União Soviética    | 2               | 2                | 2                 | 6  | 1               |
| 2     | Alemanha Oriental  | 2               |                  |                   | 2  | 2               |
| 3     | Alemanha Ocidental |                 | 1                |                   | 1  | 3               |
| 3     | Hungria            |                 | 1                |                   | 1  | 3               |
| 5     | Itália             |                 |                  | 1                 | 1  | 3               |
| 5     | Reino Unido        |                 |                  | 1                 | 1  | 3               |
| TOTAL | TOTAL              | 4               | 4                | 4                 | 12 | —               |